# Villa Zillerstraße 1 (Radebeul)

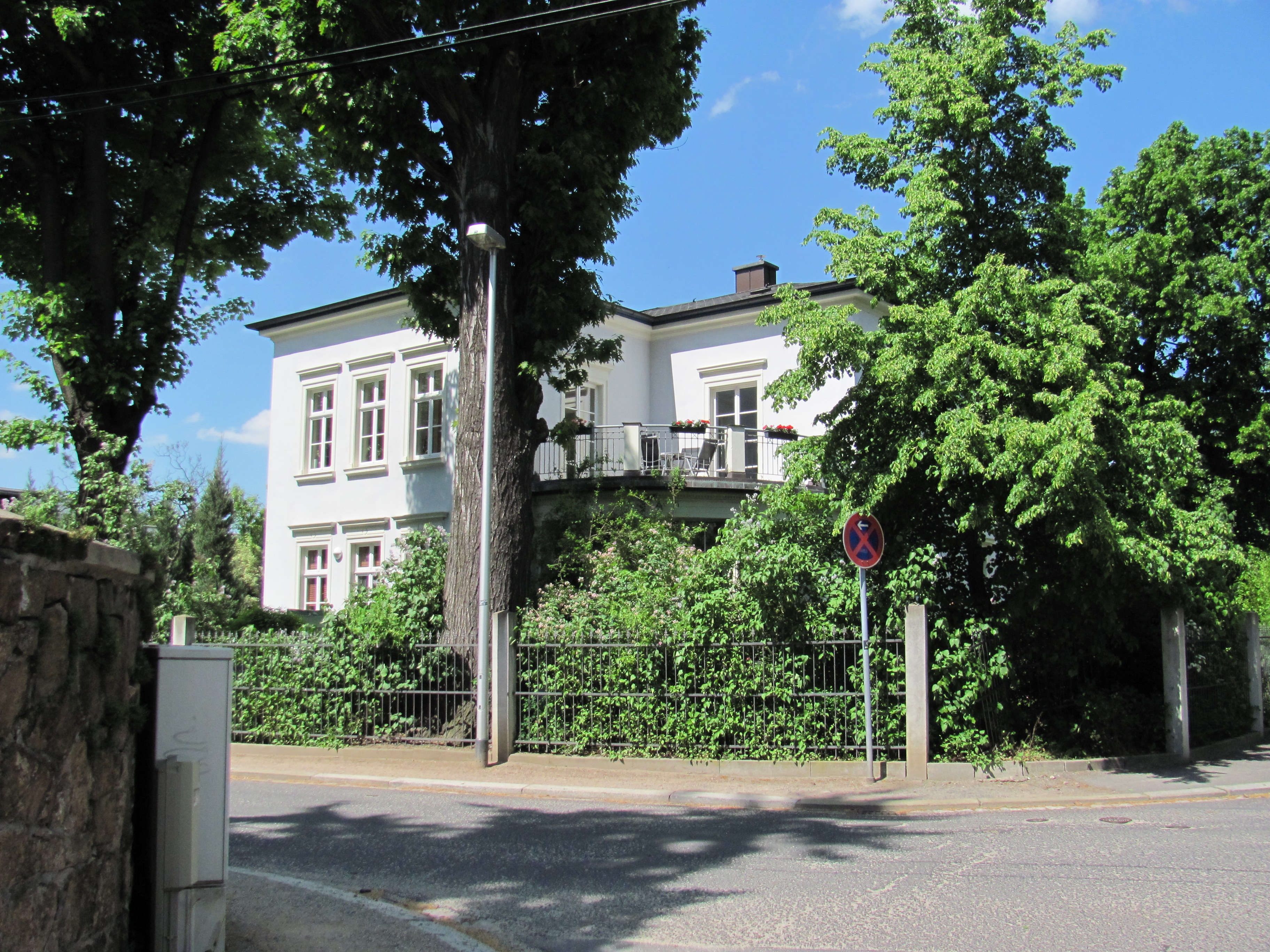
Villa Zillerstraße 1 an der Kreuzung Zillerstraße mit der Borstraße (links). Weiter links außerhalb des Bildes steht die Villa Heimburg.

Die Villa in der Zillerstraße 1 liegt im Stadtteil Niederlößnitz der sächsischen Stadt Radebeul. Sie wurde spätestens 1874 durch die Serkowitzer Baumeister Gebrüder Ziller errichtet. Die Zillerstraße wurde durch die Gebrüder Ziller erschlossen und 1875 nach dem älteren Bruder Moritz Ziller benannt.
Unter der Nr. 1a wurde nach der Wende in der nordwestlichen Gartenecke ein Neubau errichtet. Die Denkmalpflege verwendete die Adresse Zillerstraße 1/1a bis nach 2012.
Gegenüber liegt die Villa Laetitia (Zillerstraße 2); auf der an der Borstraße gegenüberliegenden Straßenseite steht die Villa Heimburg der Schriftstellerin Wilhelmine Heimburg. Auf dem diagonal gegenüberliegenden Grundstück steht die Kirche Christus König.

## Beschreibung

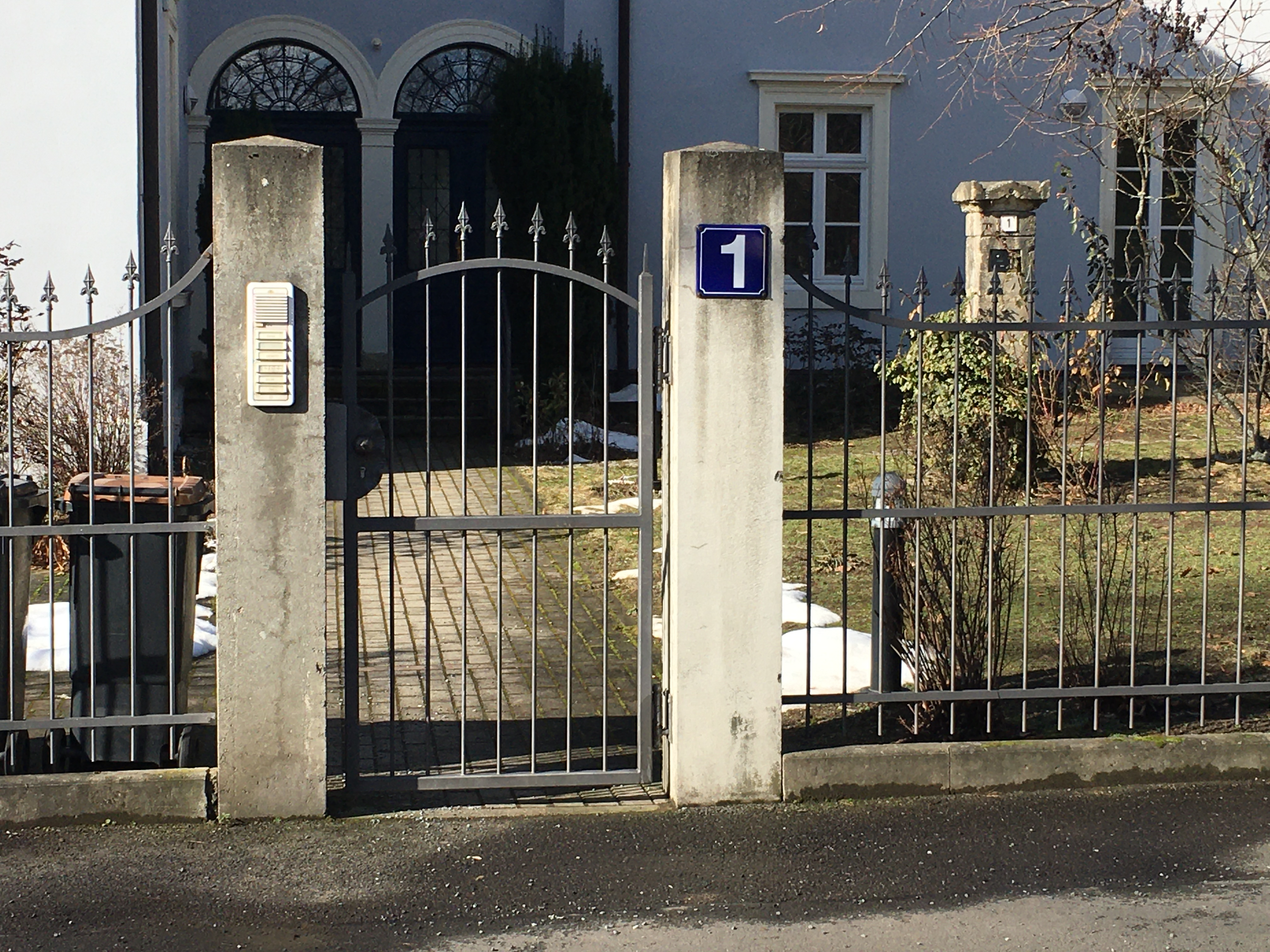
Zillerstraße 1: Eingangstor und Eingang, rechts im Grundstück ein historischer Eingangspfosten mit Bekrönung

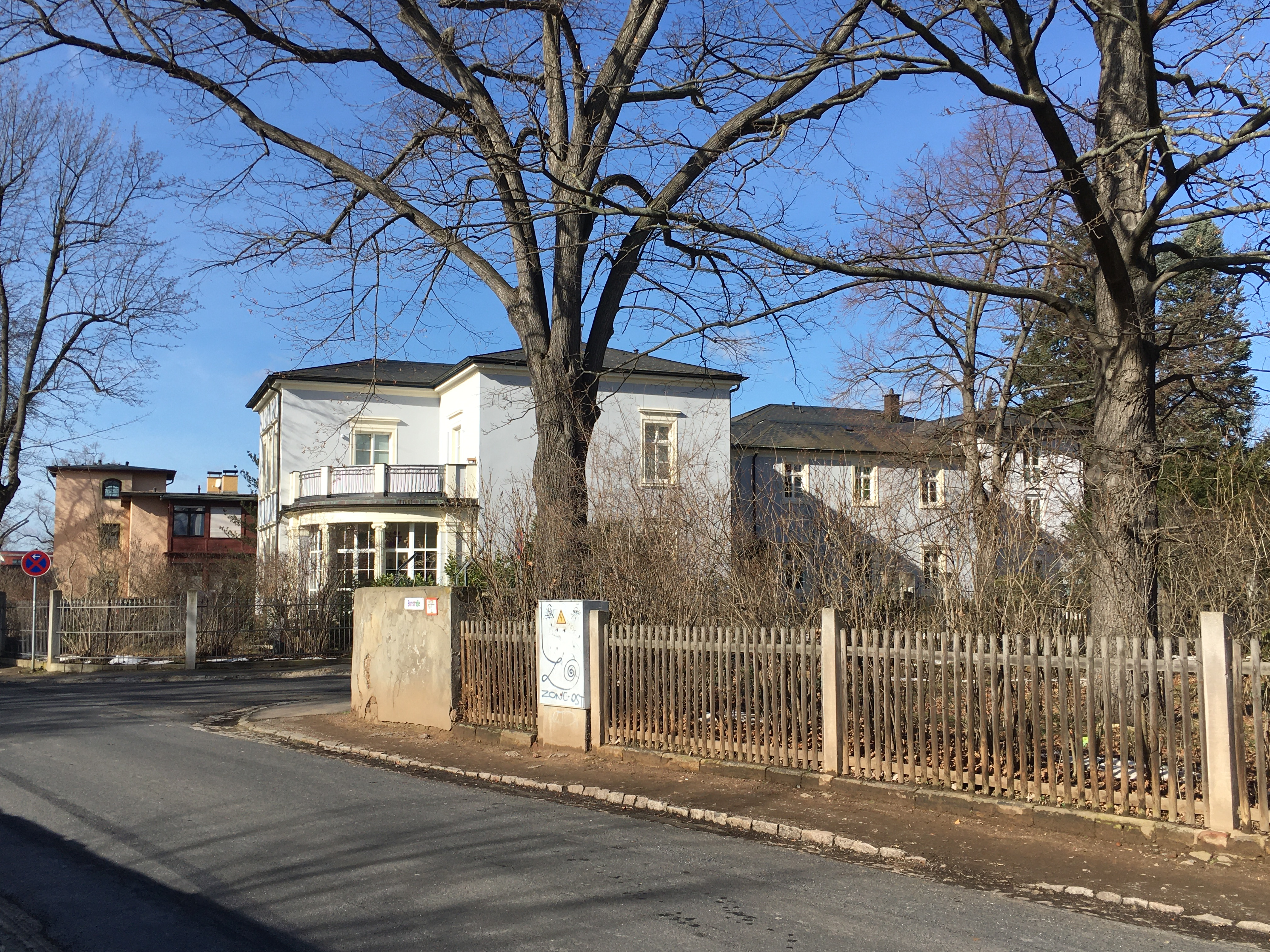
Zillerstraße 1, links die Kreuzung mit der Borstraße, rechts der historische Anbau sowie der Neubau Nr. 1a

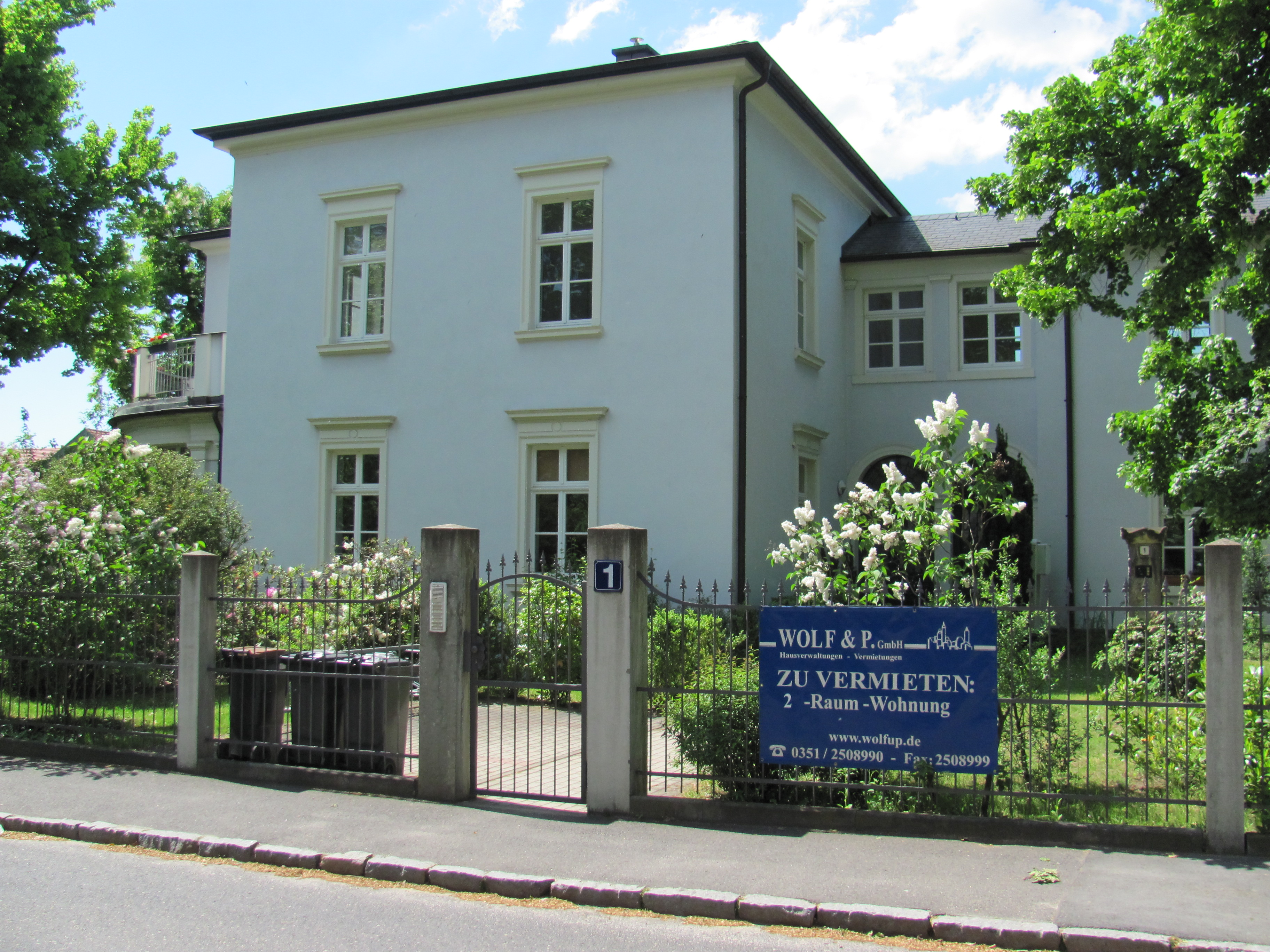
Zillerstraße 1, rechts der schmale Eingangs-Zwischenbau zum Anbau

Der zweigeschossige, zusammen mit dem alten Seitenflügel und der Einfriedung unter Denkmalschutz stehende Gruppenbau einer Villa (Nr. 1) steht auf einem großen Eckgrundstück zur Borstraße, nordwestlich der Kreuzung. Der Grundriss des Haupthauses in Form eines Winkelhakens ist mit der entstehenden Innenecke zur Straßenecke ausgerichtet. In dieser Innenecke befindet sich zur Betonung eine viertelkreisförmige und eingeschossige Veranda mit einer Freitreppe zum Vorgarten und einem durch Eisengitter geschützten Austritt obenauf. Die Veranda ist massiv und verglast. Sie wird „an den Eckpunkten von paarigen, im Mauerwerk sitzenden Pilastern“ begrenzt, die das „kräftige[…] Gebälk aus Sandstein mit feinem Zahnschnitt“ des Austritts stützen. Die viertelkreisförmige Rundung wird durch zwei ionische Säulen mit Kapitellen mit Voluten und Eierstab sowie Kanneluren im Schaft zur Stützung des Gebälks gedrittelt.
Nördlich des Haupthauses, in der Straßenansicht zur Zillerstraße, befindet sich ein zweigeschossiger Verbindungsbau mit „charakteristischem zweibogigem Haupteingang, darüber paarige Fenster zwischen Putzpilastern“ (offene Rundbogenstellung). An diesen schließt sich ein ebenfalls zweigeschossiges Nebengebäude an, das jedoch durch niedrigere Geschosshöhen auch eine niedrigere Trauf- wie auch Firsthöhe aufweist als das Haupthaus. Hinter der Nordwestecke des Nebengebäudes liegt ein modernes Gebäude (Nr. 1a) aus jüngster Zeit.
Der heute vereinfacht gegliederte Putzbau steht auf einem ebenfalls geputzten Sockel und hat ein sehr flaches, weit überkragendes sowie schiefergedecktes Walmdach. Die durch profilierte Sandsteingewände eingefassten Fenster tragen gerade Verdachungen, im Nebengebäude jedoch nur im Erdgeschoss.
Die Einfriedung besteht aus Lanzettzaunfeldern zwischen Sandsteinpfeilern.